# Лескюр, Луи Мари де Сальг де
Луи́-Мари́ де Сальг, маркиз де Лескю́р (фр. Louis-Marie de Salgues, marquis de Lescure) (Родился в Париже 15 октября 1761 года, умер в Ла-Пеллерине (Майен) 4 ноября 1793 года) — один из лидеров вооруженного восстания в Вандее во время Французской революции. Его прозвали «Святым из Пуату».
Происходил из обедневшей дворянской семьи. В последние годы перед началом революции был кавалерийским офицером. Был женат (1791) на своей кузине Виктории де Донисан (1772—1857). Уже вдовой, она венчалась вторым браком с роялистом Луи де Ларошжакленом (1802) и оставила мемуары о Вандейской войне «Mémoires de Mme la marquise de La Rochejaquelein».
В начале революции маркиз де Лескюр бежал за границу, но вскоре вернулся. Защищал Людовика XVI во дворце Тюильри (10 августа 1792 г.). Был арестован революционными властями, затем освобожден восставшими вандейцами и стал одним из их военачальников. 
Он с первых же дней поразил вандейцев своей отвагой, бросившись первым и в одиночку на забаррикадированный мост перед Туаром, охраняемый республиканскими войсками (16 мая 1793). Затем был занят Фонтене-ле-Конт (25 мая 1793), а летом того же года — Сомюр. По предложению де Лескюра Кателино был избран генералиссимусом вандейской армии. 
В Торфу-Тиффожском сражении, которое стало последним успехом вандейцев на левом берегу Луары и где благодаря их героическим усилиям удалось на несколько дней отбросить закаленные войска генерала Клебера, де Лескюр спешившись, закричал, обращаясь к запаниковавшим повстанцам: «Найдется ли четыреста человек, достаточно храбрых, чтобы пойти и погибнуть вместе со мной?» 
15 октября де Лескюр был тяжело ранен в голову в сражении при Ла-Трембле близ Шоле, так что его пришлось нести на носилках. Он постепенно впадал в агонию и умер 4 ноября 1793 года близ Ла-Пеллерина, недалеко от границы с Бретанью, где и был похоронен в неизвестном месте.

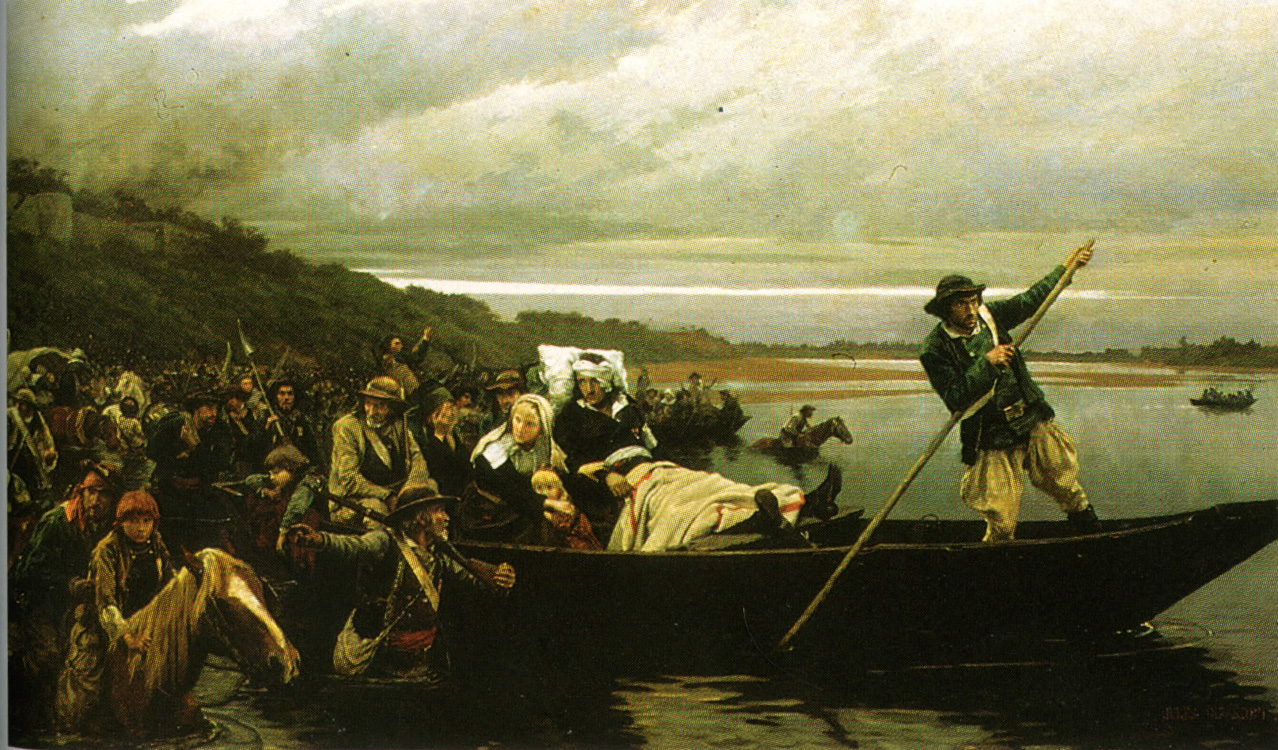
Раненого Лескюра переправляют через Луару после поражения при Шоле

В 1824 году монетный двор Франции в серии «Galerie de la fidélité» выпустил медаль с изображением Луи де Лескюра. В музее Карнавале находится один экземпляр (ND 0346).